# Renaldo Cephas
Renaldo Showayne Cephas (Kingston, 8 dicembre 1999) è un calciatore giamaicano, attaccante dell'Ankaragücü e della nazionale giamaicana.

## Carriera

### Club
Cephas ha iniziato la sua carriera calcistica in Giamaica con la maglia dell'Arnett Gardens con cui ha giocato 37 incontri e realizzato 12 reti fra il 2019 ed il 2022. Nell'estate del 2022 è stato acquistato dai macedoni dello Shkupi e nel corso della stagione 2022-2023 ha segnato 11 reti in 29 presenze di campionato, oltre a debuttare nelle qualificazioni delle competizioni internazionali europee.
Il 13 luglio 2023 è salito agli onori della cronaca grazie al poker realizzato contro l'Hegelmann nel primo turno di qualificazione per la Conference League 2023-2024. Poche settimane dopo si è trasferito in Turchia all'Ankaragücü.

### Nazionale
Ha debuttato con la nazionale giamaicana il 9 settembre 2023 giocando gli ultimi minuti dell'incontro di CONCACAF Nations League  vinto 1-0 contro l'Honduras.

## Statistiche

### Presenze e reti nei club
Statistiche aggiornate al 21 marzo 2024.
| Stagione        | Squadra         | Campionato      | Campionato | Campionato | Coppe nazionali | Coppe nazionali | Coppe nazionali | Coppe continentali | Coppe continentali | Coppe continentali | Altre coppe | Altre coppe | Altre coppe | Totale | Totale | Totale |
| Stagione        | Squadra         | Comp            | Pres       | Reti       | Comp            | Pres            | Reti            | Comp               | Pres               | Reti               | Comp        | Pres        | Reti        | Pres   | Reti   |        |
| --------------- | --------------- | --------------- | ---------- | ---------- | --------------- | --------------- | --------------- | ------------------ | ------------------ | ------------------ | ----------- | ----------- | ----------- | ------ | ------ | ------ |
| 2018-2019       | Arnett Gardens  | PL              | 7          | 0          |                 | -               | -               |                    | -                  | -                  |             | -           | -           | 7      | 0      |        |
| 2019-2020       | Arnett Gardens  | PL              | 2          | 0          |                 | -               | -               |                    | -                  | -                  |             | -           | -           | 2      | 0      |        |
| 2021            | Arnett Gardens  | PL              | 7          | 2          |                 | -               | -               |                    | -                  | -                  |             | -           | -           | 7      | 2      |        |
| 2022            | Arnett Gardens  | PL              | 21         | 10         |                 | -               | -               |                    | -                  | -                  |             | -           | -           | 21     | 10     |        |
| 2022-2023       | Shkupi          | PL              | 29         | 11         | CM              | 0               | 0               | UCL+ UEL+UECL      | 4+1+2              | 1+0                |             | -           | -           | 36     | 12     |        |
| ago. 2023       | Shkupi          | PL              | 0          | 0          | CM              | 0               | 0               | UECL               | 4                  | 4                  |             | -           | -           | 4      | 4      |        |
| 2023-2024       | Ankaragücü      | SL              | 27         | 3          | CT              | 4               | 0               |                    | -                  | -                  |             | -           | -           | 31     | 3      |        |
| Totale carriera | Totale carriera | Totale carriera | 93         | 26         |                 | 4               | 0               |                    | 11                 | 5                  |             | -           | -           | 108    | 31     |        |

### Cronologia presenze e reti in nazionale
| Cronologia completa delle presenze e delle reti in nazionale ― Giamaica | Cronologia completa delle presenze e delle reti in nazionale ― Giamaica | Cronologia completa delle presenze e delle reti in nazionale ― Giamaica | Cronologia completa delle presenze e delle reti in nazionale ― Giamaica | Cronologia completa delle presenze e delle reti in nazionale ― Giamaica | Cronologia completa delle presenze e delle reti in nazionale ― Giamaica | Cronologia completa delle presenze e delle reti in nazionale ― Giamaica | Cronologia completa delle presenze e delle reti in nazionale ― Giamaica |
| Data                                                                    | Città                                                                   | In casa                                                                 | Risultato                                                               | Ospiti                                                                  | Competizione                                                            | Reti                                                                    | Note                                                                    |
| ----------------------------------------------------------------------- | ----------------------------------------------------------------------- | ----------------------------------------------------------------------- | ----------------------------------------------------------------------- | ----------------------------------------------------------------------- | ----------------------------------------------------------------------- | ----------------------------------------------------------------------- | ----------------------------------------------------------------------- |
| 9-9-2023                                                                | Kingston                                                                | Giamaica                                                                | 1 – 0                                                                   | Honduras                                                                | CONCACAF Nations League 2023-2024 - 1º turno                            | -                                                                       | 82’                                                                     |
| 21-3-2024                                                               | Arlington                                                               | Stati Uniti                                                             | 3 – 1 dts                                                               | Giamaica                                                                | CONCACAF Nations League 2023-2024 - Semifinale                          | -                                                                       | 73’                                                                     |
| 24-3-2024                                                               | Arlington                                                               | Panama                                                                  | 0 – 1                                                                   | Giamaica                                                                | CONCACAF Nations League 2023-2024 - Finale 3º posto                     | -                                                                       | 81’                                                                     |
| 6-6-2024                                                                | Kingston                                                                | Giamaica                                                                | 1 – 0                                                                   | Rep. Dominicana                                                         | Qual. Mondiali 2026                                                     | -                                                                       | 90+6’                                                                   |
| 9-6-2024                                                                | Roseau                                                                  | Dominica                                                                | 2 – 3                                                                   | Giamaica                                                                | Qual. Mondiali 2026                                                     | -                                                                       | 46’                                                                     |
| 22-6-2024                                                               | Houston                                                                 | Messico                                                                 | 1 – 0                                                                   | Giamaica                                                                | Coppa America 2024 - 1º turno                                           | -                                                                       | 81’                                                                     |
| 26-6-2024                                                               | Paradise                                                                | Ecuador                                                                 | 3 – 1                                                                   | Giamaica                                                                | Coppa America 2024 - 1º turno                                           | -                                                                       | 88’                                                                     |
| 30-6-2024                                                               | Austin                                                                  | Giamaica                                                                | 0 – 3                                                                   | Venezuela                                                               | Coppa America 2024 - 1º turno                                           | -                                                                       | 46’                                                                     |
| 11-10-2024                                                              | Managua                                                                 | Nicaragua                                                               | 0 – 2                                                                   | Giamaica                                                                | CONCACAF Nations League 2024-2025 - 1º turno                            | -                                                                       | 78’                                                                     |
| 14-10-2024                                                              | Kingston                                                                | Giamaica                                                                | 0 – 0                                                                   | Honduras                                                                | CONCACAF Nations League 2024-2025 - 1º turno                            | -                                                                       | 46’                                                                     |
| 14-11-2024                                                              | Kingston                                                                | Giamaica                                                                | 0 – 1                                                                   | Stati Uniti                                                             | CONCACAF Nations League 2024-2025 - Quarti di finale                    | -                                                                       | 46’                                                                     |
| 18-11-2024                                                              | Saint Louis                                                             | Stati Uniti                                                             | 4 – 2                                                                   | Giamaica                                                                | CONCACAF Nations League 2024-2025 - Quarti di finale                    | -                                                                       | 60’                                                                     |
| 21-3-2025                                                               | Kingstown                                                               | Saint Vincent e Grenadine                                               | 1 – 1                                                                   | Giamaica                                                                | Qual. Gold Cup 2025                                                     | -                                                                       | 68’                                                                     |
| 25-3-2025                                                               | Kingston                                                                | Giamaica                                                                | 3 – 0                                                                   | Saint Vincent e Grenadine                                               | Qual. Gold Cup 2025                                                     | 1                                                                       |                                                                         |
| 27-5-2025                                                               | Londra                                                                  | Giamaica                                                                | 3 – 2                                                                   | Trinidad e Tobago                                                       | Amichevole                                                              | -                                                                       |                                                                         |
| 31-5-2025                                                               | Brentford                                                               | Giamaica                                                                | 2 – 2 (4 – 5 dtr)                                                       | Nigeria                                                                 | Amichevole                                                              | -                                                                       |                                                                         |
| 7-6-2025                                                                | Road Town                                                               | Isole Vergini Britanniche                                               | 0 – 1                                                                   | Giamaica                                                                | Qual. Mondiali 2026                                                     | -                                                                       | 82’                                                                     |
| 10-6-2025                                                               | Kingston                                                                | Giamaica                                                                | 3 – 0                                                                   | Guatemala                                                               | Qual. Mondiali 2026                                                     | -                                                                       | 84’                                                                     |
| 16-6-2025                                                               | Carson                                                                  | Giamaica                                                                | 0 – 1                                                                   | Guatemala                                                               | Gold Cup 2025 - 1° turno                                                | -                                                                       |                                                                         |
| 20-6-2025                                                               | San Jose                                                                | Giamaica                                                                | 2 – 1                                                                   | Guadalupa                                                               | Gold Cup 2025 - 1° turno                                                | -                                                                       | 46’                                                                     |
| 24-6-2025                                                               | Austin                                                                  | Panama                                                                  | 4 – 1                                                                   | Giamaica                                                                | Gold Cup 2025 - 1° turno                                                | -                                                                       | 46’                                                                     |
| Totale                                                                  |                                                                         | Presenze                                                                | 21                                                                      |                                                                         | Reti                                                                    | 1                                                                       |                                                                         |